# Hudson (Ontario)
Hudson – gmina (ang. township) w Kanadzie, w prowincji Ontario, w dystrykcie Timiskaming.
Powierzchnia Hudson to 90,45 km².
Według danych spisu powszechnego z roku 2001 Hudson liczy 490 mieszkańców (5,42 os./km²).